# Hatha Yoga Pradipika

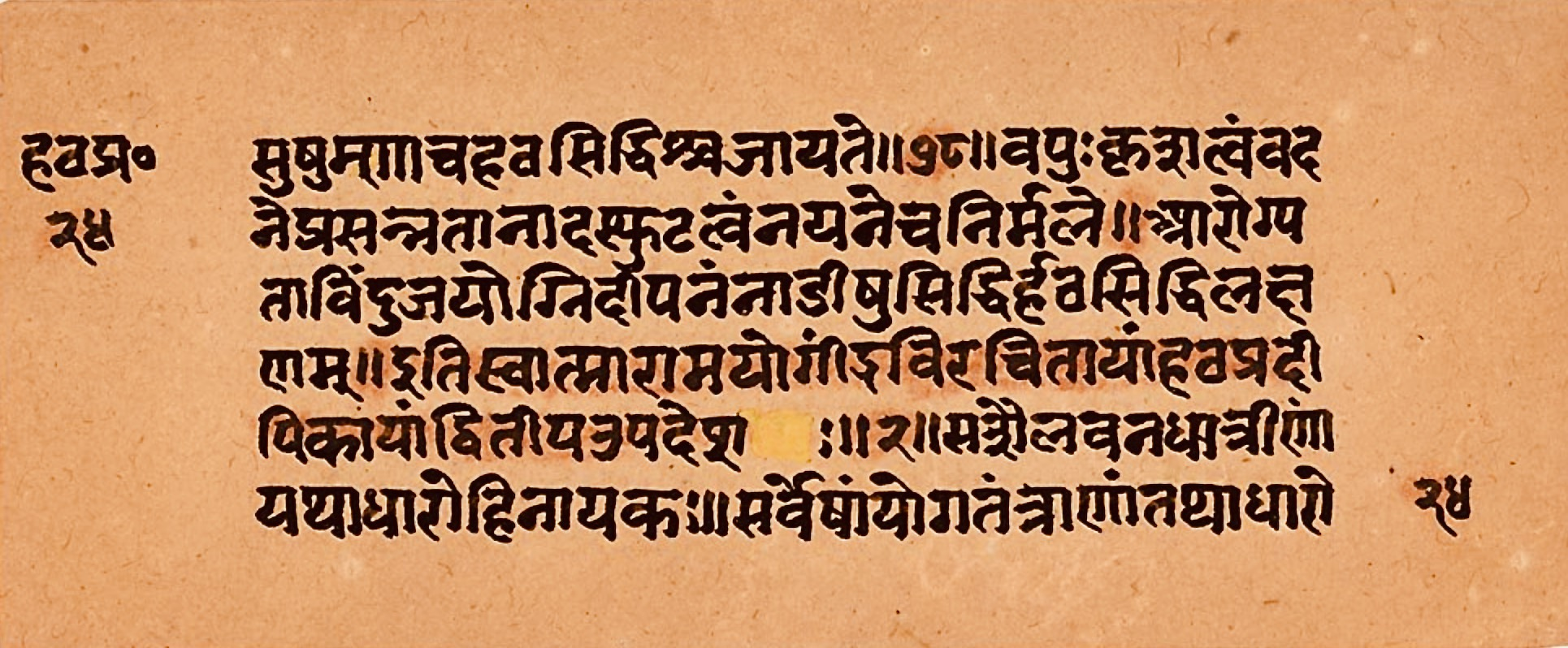
Detaliu al unui manuscris din secolul al XIX-lea, copie a Hatha Yoga Pradipika din sec. XV, Schoyen Collection, Norvegia

Haṭha Yoga Pradīpikā (în sanscrită हठयोगप्रदीपिका, transliterat: haṭhayogapradīpikā, în traducere „Lumina asupra Hatha Yoga”) este un manual clasic sanscrit din secolul al XV-lea, despre Haṭha yoga 
scris de Svātmārāma. Este printre cele mai influente texte care s-au păstrat despre haṭha yoga, fiind unul dintre cele trei texte clasice alături de Gheranda Samhita și Shiva Samhita.
Mai recent, au fost identificate opt lucrări de hatha yoga timpurie care ar fi putut contribui la compunerea Hatha Yoga Pradipika.

## Compoziție
A fost compusă de Svātmārāma în secolul al XV-lea ca o compilație a textelor anterioare de haṭha yoga. Svātmārāma încorporează concepte mai vechi sanscrite în sinteza sa. El își prezintă sistemul ca o etapă pregătitoare pentru purificarea fizică înainte de meditația superioară sau Raja yoga.

## Cuprins
- Capitolul 1 tratează stabilirea mediului potrivit pentru yoga, îndatoririle etice ale unui yoghin și asanele.
- Capitolul 2 tratează pranayama și satkarme.
- Capitolul 3 discută despre  mudre și beneficiile lor.
- Capitolul 4 tratează meditația și samadhi ca o călătorie de dezvoltare spirituală personală.

## Mecanisme
Hatha Yoga Pradipika prezintă două modele contradictorii despre modul în care Hatha yoga poate duce la nemurire (moksha), ambele extrase din alte texte, fără a încerca să le armonizeze.
Primul model implică manipularea lui Bindu; picură continuu din centrul lunii din cap, căzând spre distrugerea sa fie în focul digestiv al pântecului (centrul solar), fie pentru a fi ejaculat ca material seminal, cu care a fost identificat. Pierderea lui Bindu provoacă slăbirea progresivă și în cele din urmă moartea. În acest model, Bindu trebuie să fie conservat, iar diferitele mudre acționează pentru a bloca trecerea acestuia în josul nadi-ului Sushumna, canalul central al corpului subtil.
Al doilea model implică stimularea Kundalini, vizualizată ca un mic șarpe încolăcit în jurul bazei nadi-ului Sushumna. În acest model, mudrele servesc la deblocarea canalului, permițând lui Kundalini să se ridice. Când Kundalini ajunge în sfârșit în vârf la chakra Sahasrara, lotusul cu o mie de petale, depozitul Amrita, nectarul nemuririi stocat în cap, este eliberat. Amrita apoi curge în jos prin corp, făcându-l nemuritor.